# Tantura

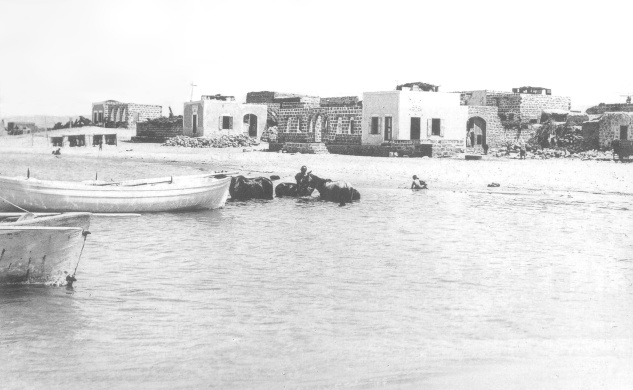
Tantura en 1935, durante el Mandato Británico

Tantura o Al-Tantura (en árabe, الطنطورة; en hebreo, טנטורה) fue una antigua población palestina situada a 24 kilómetros al sur de Haifa, en la costa mediterránea y destruida por Israel en el curso de la guerra árabe-israelí de 1948. Sufrió una operación de limpieza étnica por parte del ejército israelí en la que habrían muerto entre 200 y 250 civiles desarmados, la mayoría hombres jóvenes. En la actualidad, sobre sus ruinas se alzan dos kibutz y un complejo recreativo privado con el mismo nombre.

## Geografía
La aldea de Tantura estaba situada en la costa mediterránea, a 24 km al sur de Haifa, a 25 metros sobre el nivel del mar. Tenía 1.728 habitantes en 1948, árabes en su totalidad.

## Historia
De la Antigüedad data una población preexistente conocida por cananeos y griegos como Dor, el mismo nombre que adoptó en el siglo XX uno de los dos kibutz construidos por inmigrantes judíos en sus inmediaciones. Aparece mencionada por vez primera en un papiro egipcio del siglo XIII a. C. En la época fenicia fue una ciudad dependiente de la ciudad-Estado de Sidón.
El puerto tuvo gran importancia en época bizantina (tuvo en sus alrededores una iglesia bizantina) y abasí. Los cruzados conquistaron la ciudad en el siglo XII; la renombraron Merle y la dotaron de un castillo. El ejército de Napoleón la arrasó en agosto de 1799.
En 1944 tenía una población de unas 1.500 personas, árabes, que vivían mayoritariamente de la agricultura y la pesca.
El plan de partición de las Naciones Unidas de 1947 incluía a Tantura dentro de las fronteras proyectadas para el Estado de Israel.

## La masacre y su investigación
Apenas había pruebas de la masacre de Tantura más que en los testimonios orales de los supervivientes, hasta que a finales de la década de 1990 el estudiante israelí Theodore (Teddy) Katz, de la Universidad de Haifa, investigó y relató los hechos en el marco de una tesis doctoral dirigida por el historiador Kais Firro. Hasta entonces, se había hablado de Deir Yasín, pueblo en el que fueron asesinadas más de 100 personas en abril de 1948, como parte de la mayor masacre perpetrada por tropas y paramilitares israelíes durante la guerra, pero el número de muertos en Tantura superaría a los habidos en Deir Yasín.
Las investigaciones de Katz, que se empezaron a dar a conocer al público a través del diario Maariv, causaron una gran polémica en Israel, ya que hasta entonces pocas voces israelíes habían puesto en cuestión algunas de las ideas más difundidas sobre la creación de Israel, en particular la que afirma que la desaparición de la mayor parte de la población árabe de su territorio en 1948 (dando lugar al problema de los refugiados palestinos) se debió a un éxodo voluntario.
De hecho, según los testimonios de algunos habitantes de Tantura, tras el bombardeo de Haifa por tropas israelíes, que provocó la huida masiva de su población árabe por mar,[cita requerida] parecía inevitable que pasara lo mismo en las poblaciones cercanas. Sin embargo, los vecinos de Tantura decidieron permanecer en el pueblo:

Tras la caída de Haifa y los pueblos de los alrededores que siguió a la proclamación del Estado de Israel, el ataque a Tantura parecía inevitable. Los hombres tenían muy pocas armas, y nunca se habían organizado ni habían sido entrenados. Hicieron guardia en las entradas del pueblo [...]
(Yahya Abu Madi, superviviente)

Una semana antes del ataque, más o menos, habían atracado grandes barcos cerca del pueblo para evacuar a sus habitantes por mar, pero los hombres de Tantura se negaron a irse, y algunos de ellos incluso prendieron fuego a los barcos para obligarles a levar anclas. Después supimos que los barcos habían venido del Líbano, enviados por el Alto Comité Árabe, que después de la caída de Haifa en abril y la proclamación del Estado de Israel el 14 de mayo, temía por nuestras vidas.
(Ali Mustafa al-Bayruni, superviviente)

Según los informes de Katz, elaborados a partir de «testimonios e información tomada de testigos judíos y árabes y de soldados presentes en los acontecimientos», una vez que la Haganá hubo controlado el pueblo, «al menos doscientas personas del pueblo de Tantura fueron asesinadas por tropas israelíes», en lo que constituyó «definitivamente, una de las mayores masacres». Otro historiador revisionista israelí especialista en este periodo, Benny Morris, eleva las víctimas a 250. Los vecinos muertos habrían sido enterrados inmediatamente en fosas comunes, y el resto dispersados en todas direcciones. Según el superviviente Fawzi al-Tanyi, entrevistado por Ma'ariv,

Nos llevaron al cementerio [...]. Nos pusieron en filas junto a los cactus y dispararon. Luego eligieron a otros diez para que se llevaran los cuerpos, y esos diez fueron a su vez asesinados.

Según otro superviviente, Taha Salam,

Los vencedores rodearon a la población y se llevaron aparte a grupos de hombres uno a uno, sin que sepamos qué suerte corrieron. Recuerdo que el último grupo era de unos cuarenta hombres. Uno de los hombres que se llevaron los atacantes era Taha Mahmud al-Qasim, que regresó más tarde y nos contó que un judío había preguntado al grupo: «¿Quién habla hebreo?». Cuando Taha respondió «yo», el judío dijo: «Mira cómo mueren y ve a contárselo a los demás». Después, pusieron a los otros hombres contra un muro y les dispararon.

Amina al-Masri, superviviente refugiada en Damasco, coincide con el testimonio anterior:

Luego, al amanecer, justo delante de nosotros, tomaron un primer grupo de hombres y los ejecutaron, todos excepto uno, a quien dijeron: «Mira bien, y dile a todos lo que viste»

De manera similar describe lo ocurrido uno de los testimonios de excombatientes de la Brigada Alexandroni que aparecen en la tesis de Katz, el oficial Shlomo Ambar:

La imagen que tengo grabada en la memoria es la de los varones adultos en el cementerio. Allí ví que muchos eran ejecutados [...]. Abandoné el lugar al ver que mataban, mataban y mataban, por eso no sé exactamente cuántos fueron asesinados allí.

Según Katz, otros habitantes fueron ejecutados en sus casas, y la masacre se detuvo, de acuerdo con varios testimonios, cuando el alcalde de la vecina población judía de Zikhron Ya'aqov acudió a Tantura y logró convencer a las tropas de la Haganá de que la detuvieran.
Al resto de habitantes los habrían deportado y a gran parte de los hombres confinado como prisioneros de guerra en dos campos situados en Umm Jalid e Iylil, dos aldeas árabes conquistadas y vacías, en marzo y abril, para ser finalmente expulsados hacia el área de Tulkarem en Cisjordania. Las mujeres y los niños fueron expulsados de Tantura hacia la población de Fraydiss y, desde allí, a Tulkarem. En junio no quedaban habitantes de Tantura en territorio israelí. Tal y como ocurrió con el resto de árabes desplazados por la guerra, a los habitantes de Tantura no se les permitió nunca regresar a sus hogares.

Un día, estando en el campo de Iylil, llegaron tropas de la caballería judía, que empezaron a hacernos fotografías. Le pregunté a uno de ellos: «¿Cuándo nos váis a dejar volver a Tantura?» Él contestó: «El día en que puedas verte las orejas con los ojos, ese día verás Tantura».
(Yusuf Mustafa al-Bayrumi, superviviente)>

La tesis de Katz recibió un premio especial de la Universidad de Haifa en 1999, pero fue duramente criticada el año siguiente, cuando la prensa israelí se hizo eco de sus conclusiones, dando lugar a un revuelo político y mediático que suele conocerse como asunto Katz. Uno de sus principales críticos, Benny Morris, hace objeciones tanto a la fiabilidad de hechos documentados solo por testimonios orales como a la fidelidad de Katz a los mismos. Sin embargo, en sus propias entrevistas concluye que, a pesar de las lagunas metodológicas, la masacre de Tantura fue real y el número de víctimas posiblemente algo superior a la cifra que dio Katz.
En mayo de 2023, una investigación llevada a cabo por la agencia británica Forensic Architecture, de la Universidad de Londres, reveló tres posibles ubicaciones de fosas comunes cerca de lo que fuera la aldea de Tantura, bajo lo que ahora es un complejo turístico de vacaciones. En su investigación, la agencia analizó datos cartográficos y fotografías aéreas y las comparó con los archivos del ejército israelí y con testimonios antiguos y actuales tanto de supervivientes como de perpetradores de la masacre. Así se recreó un modelo tridimensional de las posibles ubicaciones de las ejecuciones y de las fosas comunes. Estas ubicaciones se unen a la ya conocida, que se cree que está bajo un aparcamiento.

## Tantura tras la guerra
Tras la guerra, se construyeron en el área de Tantura dos kibbutz, Nahsholim y Moshav Dor. El psicólogo israelí Zalman Amit, profesor de la Universidad de Montreal, dice haber visitado «el kibutz Nachsholim, fundado sobre las ruinas de la aldea palestina solamente un año después de su conquista» en el verano de 1954. De la conciencia que sus habitantes, supervivientes del Holocausto, tenían de los antiguos pobladores, dice:

Fuimos recibidos calurosamente y nos instalaron en las antiguas casas que salpicaban la franja costera de lo que antaño había sido Tantura. [Durante una reunión] una chica de mi grupo se volvió hacia uno de los miembros del kibutz y le preguntó por las casas en las que estábamos hospedados. «¿Qué son estas casas?», preguntó. «¿Quién vivía aquí y dónde está esa gente ahora?».
Se hizo un breve silencio y luego uno de los miembros mayores del kibutz cambió de tema diciendo: «No hablemos de eso. Es demasiado complicado». En ese instante una luz de alerta se encendió dentro de mí: «Algo malo ha ocurrido aquí». Sin embargo, no hice nada por indagar más. Seguí con mi vida y de hecho acabé olvidando por completo aquel incidente, aunque persistió la conciencia de que algo indecoroso había ocurrido allí.

Según el historiador Walid Khalidi, en la actualidad «sólo quedan un mausoleo, un fuerte, un antiguo pozo y un puñado de casas. [...] El lugar se ha convertido en un área recreativa israelí».

## Polémica sobre el asunto: elcaso Katz
La investigación de Katz ha sido objeto de numerosas críticas, tanto parciales como totales. Una gran parte de la población israelí cree que no hubo masacre alguna en Tantura.
La polémica no vino por la tesis que Freddy Katz presentó en la Universidad de Haifa, calificada con un 9,7 sobre 10, sino por la entrevista que le hizo Amir Gilat para el diario Maariv a finales de enero del 2000, en la que Katz califica lo ocurrido en Tantura de «masacre» (en su tesis no aparece la palabra).
Inmediatamente, un grupo de veteranos de la Brigada Alexandroni, la unidad que conquistó Tantura, interpuso una denuncia por calumnias contra él. La vista comenzó en diciembre del 2000 y se centró en las discrepancias entre los testimonios orales recogidos por Katz y su transcripción para la tesis. 
Después de dos vistas, Katz llegó a un acuerdo fuera de sala con el abogado de los veteranos de la Haganá, por lo que firmó un documento retractándose y diciendo que en Tantura no había habido una masacre, sin dar más detalles sobre lo ocurrido, lo que permitió que se interpretara tanto como la negación de su tesis, es decir, que en Tantura hubiera habido ejecuciones de civiles, como el mantenimiento de la misma sin usar la palabra masacre, especialmente molesta para los veteranos.
Doce horas después, sin embargo, Katz pidió al tribunal que le permitiera retractarse de su disculpa, ya que la había firmado por la presión a la que se sentía sometido, pero no reflejaba lo que realmente pensaba sobre su trabajo. El tribunal no le dejó retractarse y el caso quedó judicialmente cerrado.
La Universidad de Haifa —en una decisión sin precedentes que le valió ser sometida a un bloqueo académico de las universidades británicas convocado por la prestigiosa Asociación de Profesores Universitarios del Reino Unido
— le retiró el título a Katz, quien debió volver a presentar su tesis (esencialmente igual, pero con más citas directas para hacer frente a las acusaciones de manipulación) y obtener de nuevo su título tras el juicio.
Por otro lado, el historiador Benny Morris, profesor de la Universidad Ben-Gurión del Néguev y conocido por su militancia sionista y sus posiciones políticas favorables a la expulsión de los árabes en 1948, criticó la metodología y los errores de Katz, principalmente el que se basara sobre todo en testimonios orales, pero llega a las mismas conclusiones que él respecto a lo sucedido en Tantura:

Teddy Katz puede haber escrito y reescrito una mala tesis; pudo retractarse y luego haberse retractado de su retractación. Pero, ¿ello prueba que no hubo una masacre en Tantura? La verdad es que no. He escuchado algunas de las entrevistas de Katz con veteranos de la Alexandroni, entrevistado a otros yo mismo y entrevistado también a uno de los testigos árabes de Katz más sólidos y he salido de ello con un profundo sentimiento de malestar. [...]

Si hubo una masacre en Tantura, ¿por qué no quedan rastros en los registros disponibles? [...] Una respuesta sencilla es que los asesinos de masas rara vez dejan testimonio escrito de sus crímenes y los asesinados no pueden hacerlo. Sin embargo, en mis amplios estudios sobre el conflicto árabe-israelí, y específicamente sobre la guerra de 1948, mi experiencia es que siempre que hay humo, hay fuego: de manera prácticamente invariable, acaba apareciendo un documento que corrobora las tradiciones orales de masacres.

Benny Morris cita en el mismo artículo una anotación en el diario de uno de los miembros de la Alexandroni que había participado en la toma de Tantura, calificándola de «documento que despide el rancio olor de la atrocidad»:

Conseguimos capturar a seis francotiradores [...]. Allí me di cuenta de que nuestros muchachos conocían bien el oficio del asesinato, especialmente aquellos cuyos familiares habían muerto a manos de los árabes, o los que habían sido víctimas de Hitler. Se tomaron una venganza privada en los francotiradores, y vengaron a nuestros compañeros muertos por sus manos. Al hacerlo, liberaban toda la ira y dejaban que saliera toda la saña que habían acumulado.

En una entrevista publicada en Haaretz en enero de 2004, Morris afirma:

No hay pruebas inequívocas de una matanza a gran escala en Tantura, pero no cabe duda de que allí se cometieron crímenes de guerra.

El historiador Tom Seguev también cree que, aunque Katz pudo haber cometido errores como historiador, los hechos que recogió probablemente sí sucedieron.
Según Steven Plaut, escritor y profesor de la Escuela Superior de Administración de Empresas de la Universidad de Haifa, Katz habría admitido en juicio, con su abogado presente, que «la matanza fue un invento». Plaut fue condenado en febrero de 2008, en sentencia no firme, a pagar 10 000 séqueles en concepto de indemnización a Neve Gordon, profesor de la Universidad Ben-Gurión del Néguev, Departamento de Política y de Gobierno, por difamación.